# A-7 콜세어 II

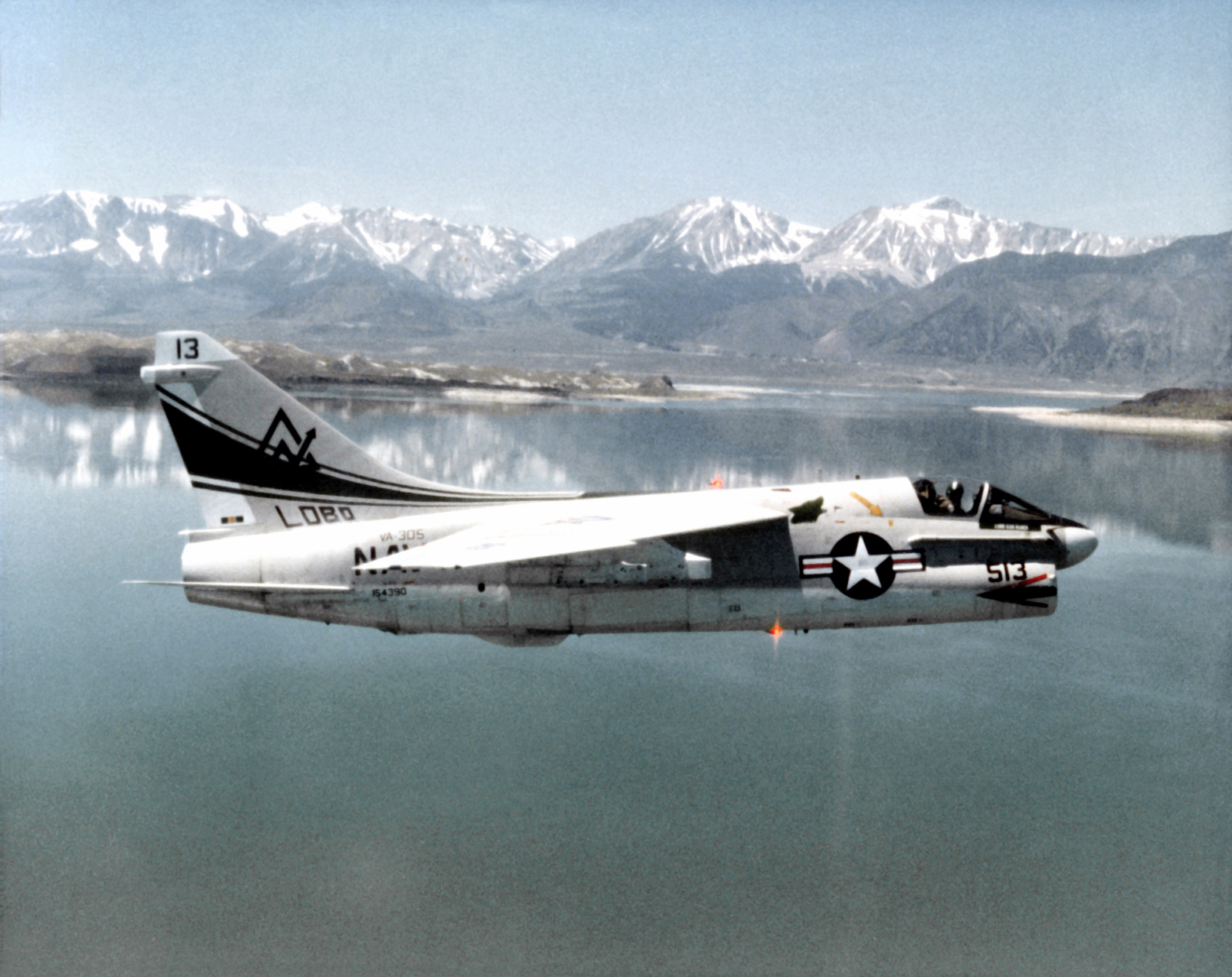
VA-305 비행대대의 A-7B 콜세어 II

A-7 콜세어 II는 최대이륙중량 19톤인 미국의 항공모함 탑재용 공격기이다. 최대이륙중량 11톤인 A-4 스카이호크를 대체하였다. A-7의 생산라인은 1983년에 폐쇄되어 더 이상 생산하지 않고 있으며, 현재 미해군의 콜세어 II 전부 퇴역했다.

## 대한민국
1978년에 대한민국은 미국측에 랜스 미사일과 A7E 콜세어 공격기를 제공해 달라고 요청했으나, 거부당했다. 1978년 3월 1일 미국 하원 예산위 국가안보특별소위원회에서, 짐 매톡스 민주당 텍사스 의원은 "한국이 요청한 랜스 미사일과 A7E 공격기를 제공하지 않음으로써, 한국의 자주국방계획을 지연시키고 있는 것이 아니냐?"고 질문했고, 브라운 국방장관은 "우리는 한국의 전력증강계획을 지연시키지 않고 있다"고 강조했다.

1979년 당시 한국 공군이 보유중인 최대이륙중량 8톤의 F-86 세이버 전투기를 대체하기 위해 최대이륙중량 11톤인 F5E 전폭기와 F5F 훈련기의 라이센스 생산을 카터 정부에 요청할 것이라고 보도되었다. 카터 정부는 F-16의 라이센스 생산은 거부했으나, F-5 이외에 A-7 콜세어 II와 A-10 썬더볼트 II도 검토되고 있다고 보도되었다.
A-7 콜세어 II와 F-16은 최대이륙중량 19톤으로 무게가 같으며, A-10 썬더볼트 II은 최대이륙중량 23톤이다.

## 운용국가
- 그리스
- 포르투갈
- 태국
- 미국

## 제원 (A-7D)
일반 특성
- 승무원: 1
- 길이: 46 ft 1.5 in (14.06 m)
- 날개폭: 38 ft 9 in (11.81 m)
- 높이: 16 ft 0.75 in (4.90 m)
- 날개면적: 375 ft² (34.8 m²)
- 날개꼴: NACA 65A007 root and tip
- 공허중량: 19,915 lb (9,033 kg)
- 탑재중량: 29,040 lb (13,200 kg)
- 최대이륙중량: 42,000 lb (19,050 kg)
- 엔진: 1× Allison TF41-A-1 turbofan, 14,500 lbf (64.5 kN)

성능
- 최대속도: 606 knots (698 mph, 1,123 km/h at sea level)
- 순항속도: 465 knots (535 mph, 860 km/h)
- 전투행동반경: 621 NM (715 mi, 1,150 km)
- 최대항속거리: 2,485 NM (2,860 mi, 4,600 km (with 4-300 gal external tanks. Internal fuel: 1,338 US gal/10,200 lb)
- 상승한도: 42,000 ft (12,800 m)
- 상승률: 15,000 ft/min (76 m/s)
- 날개하중: 77.4 lb/ft² (379 kg/m²)
- 추력대중량비: 0.50

무장
- 기관포: 1× 20 mm M61 Vulcan,  1,030 발
- 미사일: 2× AIM-9 Sidewinder, on one each side of fuselage
- 폭탄: 20,000 lb (9,080 kg) on six external hardpoints, compatible with a wide range of general-purpose bombs, including:
  - 최대 500 lb (230 kg) Mark 82 폭탄 30발
  - 로켓 포드
  - Paveway laser-guided bombs
  - AGM-45 Shrike, AGM-62 Walleye, AGM-65 Maverick, AGM-88 HARM, GBU-15 전자광학 유도 폭탄
  - 최대 4× B28, B57, or B61 nuclear bomb

## 같이 보기
- 보우트 F-8 크루세이더
- 그러먼 A-6 인트루더
- 미코얀 MiG-27
- 수호이 Su-17